# Orgel von St. Andreas (Ostönnen)
Die gotisch-barocke Orgel von St. Andreas in Ostönnen ist sowohl ein technik- als auch kunst- und kulturgeschichtliches Denkmal ersten Ranges und zählt neben den Instrumenten in Sion, Kiedrich, Rysum und Bologna zu den ältesten spielbaren Orgeln der Welt. Wahrscheinlich ist sie sogar die älteste unter diesen und verfügt heute über acht Register mit 576 Pfeifen, von denen noch mehr als die Hälfte (326) aus der Zeit vor 1500 stammen. Das barocke Äußere stammt von Johann Patroclus Möller, der 1721–1722 die Orgel nach Ostönnen umsetzte und umbaute.

## Baugeschichte
Die Anfänge des Instrumentes liegen trotz eingehender Recherchen immer noch im Dunkeln, weder der Erbauer noch der Ort, für den sie ursprünglich gebaut wurde, sind bekannt.
1586 belegen erste datierbare Quellen eine Reparatur, die von einem Meister Bartholdus durchgeführt wurde. Die Orgel stand damals in der Kirche Alt St. Thomae in Soest und bekam, zusammen mit der Reparatur, durch diesen auch zwei neue Register: das Gedackt, für welches alte Pfeifen wiederverwendet wurden, und eine von Bartholdus neugebaute Trompete.
Das Holz der Windladen lässt darauf schließen, dass diese zwischen 1425 und 1431 entstanden sind. Die Bohlenbretter der Windlade wurden spätestens 1410 geschlagen und üblicherweise ca. 15 Jahre zum Trocknen gelagert. Die massive gotische Windladenbohle ist aus drei 60 mm starken massiven eichenen Holzbohlenbrettern zusammengeleimt. In diese wurden, für die größeren Pfeifen mitunter durch mehrere Fußbohrungen nebeneinander, einzelne Tonkanzellen von der Längsseite gebohrt und anschließend mit Holzstopfen verschlossen. An der Unterseite wurden die Öffnungen für die Ventile ausgestemmt und ein Ventilkasten angebracht. Von der Oberseite wurden (wieder teils mehrere) Löcher für die Windversorgung der einzelnen Pfeifen, passend zu den Löchern in den Registerschleifen, gebohrt.
Die 48 Tonventile sind flach und breit und haben abgeschrägte Kanten. Sie stammen anscheinend aus einer Hand, wurden aber im Laufe der Zeit leicht verändert. Von den handgeschmiedeten und gefeilten Messingventilfedern (vermutlich aus der Entstehungszeit) sind noch 40 (von 48) vorhanden, und somit sehr selten. 326 der erhaltenen Pfeifen scheinen spätgotisch, also vor 1500, und aus reinem Blei gefertigt zu sein.
1720 erhält der später berühmte und damals erst 21 Jahre alte Johann Patroclus Möller den Auftrag für einen Orgelneubau in der Soester Thomaekirche, muss dafür allerdings das „alte ruinöse“ Instrument für 50 Taler in Zahlung nehmen. 1721–1722 setzte er dieses Instrument dann für 214 Taler in die Sankt-Andreas-Kirche von Ostönnen um, und zwar auf eine heute nicht mehr vorhandene Empore im Westen des Kirchenschiffes. Möller fügte die drei fehlenden Töne Es, Fis, Gis hinzu und gestaltete das Gehäuse nach barocken Vorstellungen um, wobei die Prospektpfeifen erhalten blieben und aus dem übrigen Pfeifenmaterial nur einzelne irreparable Pfeifen ersetzt wurden. Um 1727 und 1739 wurden Balgreparaturen durchgeführt und 1741 erhielt das Gehäuse einen neuen Anstrich. 1760 erfolgte eine Reparatur durch Johann Georg Fromme aus Soest und 1790 eine Reparatur durch Adolph Schöning aus Münster.
1820 verlegte Bernhard Dreymann gegen seinen Rat, aber auf ausdrücklichen Wunsch des Presbyteriums die Klaviaturen auf die Vorderseite der Orgel. Dem Zeitgeschmack entsprechend ersetzte er die Zimbel durch eine Superoctave 2′. 1874 erfolgte die Aufstellung der Orgel über dem Altar. 1888 wurde die Traktur überholt und 1892 die Klaviatur erneuert.
1963 führte Paul Ott eine größere Instandsetzung durch. Dabei wurde die Orgel, die sich seit 1874 über dem Altar befand, ebenerdig in den Turmraum platziert. Er ersetzte einzelne Pfeifen durch neue und nahm dabei wenig Rücksicht auf den baulichen Bestand. Sämtliche Kehlen und Zungen der Trompete sowie die Holzköpfe ab H wurden von Ott neu gebaut. 1973 wurde erneut Ott mit der Beseitigung von Störungen beauftragt, die immer häufiger auftraten. 1989 wurde die Orgel durch die Fa. Tzschöckel (Althütte-Fautspach) gereinigt, nachdem bei Baumaßnahmen in der Kirche Kalkstaub in das Instrument eingedrungen war. Da zu diesem Zeitpunkt der historische Wert der Orgel bereits erahnt wurde, fanden keinerlei bauliche Maßnahmen statt.
2000 begann eine umfassende Restaurierung durch die Orgelbaufirma Rowan West in Altenahr. Inzwischen wurde der Wert des Instrumentes erkannt. Bei dieser Restaurierung wurde der Pflege der Orgel als klangliches Denkmal gegenüber dem gewachsenen Zustand als technisches Denkmal der Vorzug gegeben. Insgesamt wurde der Versuch unternommen, das Pfeifenwerk des Instrumentes, entsprechend dem Vorschlag des niederländischen Experten für gotische Pfeifen, Koos van de Linde, generell (nach Möglichkeit) auf den Zustand von 1722 zurückzuführen. Die Qualität der Arbeiten von Johann Patroclus Möller ist so hoch, dass es unverantwortlich war, seine Pfeifen zu entfernen und ohne ihn wäre der Pfeifenbestand heute nur noch unvollständig vorhanden. Ziel der Restaurierung war es, sämtliche Pfeifen aus der Zeit um 1500 zu nutzen. Die von Ott gefertigten Pfeifen wurden komplett durch von Rowan West neu gebaute ersetzt. Die Prospektpfeifen wurden nach historischem Befund mit Zinnfolie belegt, die Labien grundiert und mit Blattgold vergoldet.
Die Orgel war im August 2003 Denkmal des Monats in Westfalen-Lippe und wurde am 8. November 2003 in einer Feierstunde erneut eingeweiht.

## Der barocke Prospekt
Das Gehäuse enthält Teile aus sämtlichen Jahrhunderten der Baugeschichte der Orgel und erfuhr viele Eingriffe und Änderungen über die Jahrhunderte, ohne dass sämtliche Beobachtungen zweifelsfrei zeitlich einzuordnen sind. Die Restaurierung beschränkte sich in diesem Fall auf die statische Sicherung und Reinigung aller Gehäuseteile. Die beiden ziergiebelartigen gotischen Bekrönungen (Wimperge) sowie die im Notenpult verbaute Wirbelrosette sind wiederverwendete Bauteile, sogenannte Spolien und stammen ebenfalls aus gotischer Zeit. Auf den ersten Blick nicht leicht zu erkennen, ist der schlichte Unterbau mit den beiden gotischen Wimpergen genauso hoch wie der farbige barocke Oberbau. Der barocke Prospekt, die Schauseite der Orgel mit dem markanten Rundturm in der Mitte, weicht etwas vom inneren Aufbau der Orgel ab. Auf 5 Pfeifenfelder, zwei Spitztürme (7), zwei Flachfelder (11) und den mittleren Rundturm (9), verteilen sich insgesamt 45 Pfeifen, wobei allerdings die jeweils drei äußeren der Spitztürme und die beiden äußeren des Rundturms Attrappen aus Holz sind die sich in der Bauart (Form der Labien) deutlich von den erhaltenen gotischen Praestantpfeifen unterscheiden. Die 7 größten Pfeifen der Orgel stehen im Rundturm beginnend in der Mitte mit dem C und in Terzaufstellung folgen links die Pfeifen der C- sowie entsprechend rechts die Pfeifen der Cs-Seite. In den beiden Flachfeldern sind 4 der originalen Praestantpfeifen kunstvoll ziseliert allerdings nicht symmetrisch angeordnet. Auffällig sind die farbig gefassten und eher dem Bauernbarock entstammenden Schnitzereien und die teils laubsägeartigen Blattwerk-Verzierungen der Schleierbretter, die, obwohl der Vater Martin/Mertin Möller als Kunsttischler weithin bekannt war, sicherlich den knappen Geldmitteln der Gemeinde geschuldet sind. Die zwei barocken Schrifttafeln unter den beiden flachen Pfeifenfeldern, welche bei den Restaurierungsarbeiten 2003 trotz Reinigung und Infrarotuntersuchung nicht lesbar waren, konnten inzwischen entziffert und restauriert werden. Auf dem linken Medaillon heißt es: „Forstmann iunior non sibi sic struit organon illud coetus thomanus vendit et hic retovet“ (sinngemäß: „Forstmann der Jüngere hat nicht für sich jenes Instrument so gebaut; die Thomägemeinde hat es verkauft und hat es hier wieder aufleben lassen“) auf der rechten Seite lautet die lateinische Inschrift: „Gloria in excelsis deo et in terra pax vera cunctis hominibus bonae voluntatis“ („Ehre sei Gott in der Höhe und Friede auf Erden getreu allen Menschen seiner Gnade“) und unter dem Mittelturm steht: „ioan brant gerd esgen collegehit umque fuerunt organon instructum Gloria lausque deo“ („Johann Brand und Gerd Esgen waren hier Kollegen, als sie sich anschickten, diese Orgel zu bauen, zum Ruhm und Lob Gottes“).
| Anmerkungen im Text 1. 2. 3. 4. 5. 6. 7. |

## Disposition seit 1820
| Manual CD–c3     |    |
| Praestant        | 8′ |
| Gedackt          | 8′ |
| Octav            | 4′ |
| Quinta           | 3′ |
| Superoctav       | 2′ |
| Sexquialtera II0 |    |
| Mixtur IV        |    |
| Trompete B/D     | 8′ |

| Pedal CD–g0 |
| angehängt   |

| Details zu den einzelnen Registern \| Praestant \| 8′0 \| Die Pfeifen des Prinzipal 8′ stehen von C–ds0 und von g0–e2 im Prospekt. Die Prospektpfeifen waren mit einer offenbar aus dem 19. Jahrhundert stammenden Zinnfolie belegt. Bei der D Pfeife war unter dieser noch eine ältere Schicht sichtbar. An den Labien fanden sich noch Spuren von Blattgold, so dass alle Pfeifen bei der Restaurierung komplett neu foliert und die Labien vergoldet wurden. \| \| Gedackt \| 8′ \| Das Gedackt wurde 1586 von Meister Bartholdus größtenteils aus alten gekürzten Prinzipalpfeifen gefertigt und eingebaut. Seitdem wurde die Weitenmensur des Registers zweimal vergrößert, indem die jeweils größten Pfeifen neu gebaut (C, D aus Metall im 17. Jahrhundert und C, D und Ds aus Holz 1820 von Dreymann) und die anderen auf der Lade weitergerückt wurden. Das Register hat so insgesamt fünf neue Pfeifen bekommen und wurde in seinem Klangcharakter erheblich gegenüber dem Originalzustand verändert. Die Holzpfeifen von Dreymann wurden ausgelagert. \| \| Octav \| 4′ \| Die Oktave 4′ stammt insgesamt aus der Zeit vor Möller, die 3 größten Pfeifen (C, D und Ds) gehörten ursprünglich zum Prinzipal/Prospekt, wie die Mensurverläufe belegen. \| \| Quinta \| 3′ \| Die Quinte 3′ wurde von Möller überarbeitet und durch neue Pfeifen ergänzt. Die Fußzahl 3′ ist die alte Bezeichnung für 2 ⁄3′. \| \| Superoctav \| 2′ \| Die Pfeifen der Superoctav 2′ bestehen aus der gotisch-möllerschen 2´- Reihe der Mixtur. Die Pfeifen von Dreymann wurden in die Mixtur gestellt. Die ursprüngliche Zimbel wurde nicht rekonstruiert. \| \| Sexquialtera0II0 \| \| Die Zusammensetzung der Sexquialtera II wurde verändert und mehrere Pfeifen von Ott ersetzt, aktuell ist sie durchgängig 1 3⁄5′ + 1′. \| \| Mixtur IV \| \| Die Mixtur in der Zusammensetzung von 1820, besteht aus zwei Quint- und zwei Oktavchören (C = 2′ + 1 ⁄3′ + 1′ + 2⁄3′; cs1 = 4′ + 2 ⁄3′ + 2′ + 1 ⁄3′). Dreymann hat die Mixtur offenbar in einer sehr unsystematischen Weise, durch Anlängung und Umstellung vieler Pfeifen, neu eingerichtet und dabei die Zusammenstellung, insbesondere im Diskant, wesentlich tiefer gemacht. Aus den Pfeifen, die sich eindeutig der Zeit vor Dreymann zuordnen lassen, konnte kein historisch belegbares Ergebnis rekonstruiert werden, daher wurde es unterlassen, einen Phantasiezustand durch einen neuen zu ersetzen. \| \| Trompete B/D \| 8′ \| Bei der Trompete stammen einige der Schallbecher noch von Bartholdus, die gedrehten hölzernen Köpfe der Töne C bis B des Trompetenregisters stammen von Möller, die Köpfe mit Messingringen von Ott wurden beibehalten um Schäden an den Schallbechern zu vermeiden, die Kehlen und Zungen von Ott, die nicht gemäß dem Klangcharakter der Zeit von 1586 gearbeitet waren, wurden ersetzt durch neue, nach dem Vorbild in der Orgel der Uttumer Kirche (Ostfriesland) von 1529. Die Pfeifen sind denen von Bartholdus sehr ähnlich. \| |     | |
| Praestant | 8′0 | Die Pfeifen des Prinzipal 8′ stehen von C–ds0 und von g0–e2 im Prospekt. Die Prospektpfeifen waren mit einer offenbar aus dem 19. Jahrhundert stammenden Zinnfolie belegt. Bei der D Pfeife war unter dieser noch eine ältere Schicht sichtbar. An den Labien fanden sich noch Spuren von Blattgold, so dass alle Pfeifen bei der Restaurierung komplett neu foliert und die Labien vergoldet wurden. |
| Gedackt | 8′  | Das Gedackt wurde 1586 von Meister Bartholdus größtenteils aus alten gekürzten Prinzipalpfeifen gefertigt und eingebaut. Seitdem wurde die Weitenmensur des Registers zweimal vergrößert, indem die jeweils größten Pfeifen neu gebaut (C, D aus Metall im 17. Jahrhundert und C, D und Ds aus Holz 1820 von Dreymann) und die anderen auf der Lade weitergerückt wurden. Das Register hat so insgesamt fünf neue Pfeifen bekommen und wurde in seinem Klangcharakter erheblich gegenüber dem Originalzustand verändert. Die Holzpfeifen von Dreymann wurden ausgelagert.                                      |
| Octav | 4′  | Die Oktave 4′ stammt insgesamt aus der Zeit vor Möller, die 3 größten Pfeifen (C, D und Ds) gehörten ursprünglich zum Prinzipal/Prospekt, wie die Mensurverläufe belegen. |
| Quinta | 3′  | Die Quinte 3′ wurde von Möller überarbeitet und durch neue Pfeifen ergänzt. Die Fußzahl 3′ ist die alte Bezeichnung für 2 ⁄3′. |
| Superoctav | 2′  | Die Pfeifen der Superoctav 2′ bestehen aus der gotisch-möllerschen 2´- Reihe der Mixtur. Die Pfeifen von Dreymann wurden in die Mixtur gestellt. Die ursprüngliche Zimbel wurde nicht rekonstruiert. |
| Sexquialtera0II0 |     | Die Zusammensetzung der Sexquialtera II wurde verändert und mehrere Pfeifen von Ott ersetzt, aktuell ist sie durchgängig 1 3⁄5′ + 1′. |
| Mixtur IV |     | Die Mixtur in der Zusammensetzung von 1820, besteht aus zwei Quint- und zwei Oktavchören (C = 2′ + 1 ⁄3′ + 1′ + 2⁄3′; cs1 = 4′ + 2 ⁄3′ + 2′ + 1 ⁄3′). Dreymann hat die Mixtur offenbar in einer sehr unsystematischen Weise, durch Anlängung und Umstellung vieler Pfeifen, neu eingerichtet und dabei die Zusammenstellung, insbesondere im Diskant, wesentlich tiefer gemacht. Aus den Pfeifen, die sich eindeutig der Zeit vor Dreymann zuordnen lassen, konnte kein historisch belegbares Ergebnis rekonstruiert werden, daher wurde es unterlassen, einen Phantasiezustand durch einen neuen zu ersetzen. |
| Trompete B/D | 8′  | Bei der Trompete stammen einige der Schallbecher noch von Bartholdus, die gedrehten hölzernen Köpfe der Töne C bis B des Trompetenregisters stammen von Möller, die Köpfe mit Messingringen von Ott wurden beibehalten um Schäden an den Schallbechern zu vermeiden, die Kehlen und Zungen von Ott, die nicht gemäß dem Klangcharakter der Zeit von 1586 gearbeitet waren, wurden ersetzt durch neue, nach dem Vorbild in der Orgel der Uttumer Kirche (Ostfriesland) von 1529. Die Pfeifen sind denen von Bartholdus sehr ähnlich.                                                                            |

## Technische Daten
- 8 Register, 576 Pfeifen darunter 326 aus der Zeit um 1500
- Traktur:
  - Tontraktur: Mechanisch (1722, später verändert)
    - Klaviatur: Untertasten Ebenholz, Obertasten Knochen

  - Registertraktur: Mechanisch (Schleiflade, ein einziger Blockbohlenkasten, 15. Jahrhundert)
    - Registerzüge: Buchsbaum gedrechselt
- Keilbälge (2003)
- Stimmtonhöhe: a1 = 482 Hz (bei 18 °C)
- Temperatur: mitteltönig
- Maße:
  - Breite Untergehäuse: 2267 mm
  - Höhe Untergehäuse: 2170 mm
  - Breite Obergehäuse: 3595 mm
  - Höhe Obergehäuse: 2170 mm
  - Höhe Mittelturm: 3480 mm
  - Tiefe Gehäuse: 940 mm